# Giuseppe Dossena
Giuseppe Dossena (Milánó, 1958. május 2. –) világbajnok olasz labdarúgó, középpályás, edző.

## Pályafutása

### Klubcsapatban
1976–77-es idényben a Torino első csapatának a kerettagja volt, de bajnoki mérkőzésen nem szerepelt. Majd egy-egy idényt játszott a Pistoiese és a Cesena csapataiban. 1979 és 1981 között a Bologna labdarúgója volt. 1981-ben visszatért a Torino-hoz és hat szezonon keresztül itt szerepelt. Ezzel az időszakkal teljesen egybe esik válogatott pályafutása is. Az 1987–88-as idényben az Udinese játékosa volt. 1988 és 1991 között a Sampdoria csapatában szerepelt és itt töltötte pályafutása legsikeresebb éveit. 1989-ben olasz kupát, az 1989–90-es idényben kupagyőztesek-Európa-kupáját és az 1990–91-es szezonban olasz bajnokságot nyert az együttessel. Az 1991–92-es szezonban a Perugia csapatában szerepelt és itt vonult vissza az aktív labdarúgástól.

### A válogatottban
1981 és 1987 között 38 alkalommal szerepelt az olasz válogatottban és egy gólt szerzett. 1982-ben Spanyolországban világbajnok lett az olasz válogatottal.

### Edzőként
1998-ban a Triestina csapatánál kezdte edzői pályafutását, mint segédedző. 1998 és 2003 között külföldön dolgozott. 1998–99-ben a ghánai U21-es válogatott vezetőedzője volt és még 1998-ban a ghánai válogatott szövetségi kapitánya is lett. Ebben a minőségében 2000-ig tevékenykedett. 2000–01-ben a szaúd-arábiai Ittihad FC szakmai munkáját irányította és bajnokságot nyert a csapattal. 2001–02-ben Cesare Maldini mellett segédedző volt a paraguay-i válogatottnál. 2002 őszén az albán válogatott szövetségi kapitánya volt. 2002–03-ban a líbiai Al-Ittihad Club vezetőedzője volt és bajnokságot nyert az együttessel. 2003-ban hazatért és a római Lodigiani csapatánál tevékenykedett. 2010 és 2012 között az etióp Saint George FC edzője volt.

## Sikerei, díjai

### Játékosként
Olaszország
- Világbajnokság
  - világbajnok: 1982, Spanyolország

 Sampdoria
- Olasz bajnokság (Serie A)
  - bajnok: 1990–91
- Olasz kupa (Coppa Italia)
  - győztes: 1989
- Olasz szuperkupa (Supercoppa italiana)
  - győztes: 1991
- Kupagyőztesek Európa-kupája (KEK)
  - győztes: 1989–90

### Edzőként
Ittihad FC
- Szaúd-arábiai bajnokság
  - bajnok: 2001

 Al-Ittihad Club
- Líbiai bajnokság
  - bajnok: 2003
- Líbiai szuperkupa
  - győztes: 2003